# Garcinia malaccensis
Garcinia malaccensis là một loài thực vật có hoa trong họ Bứa. Loài này được Hook.f. ex T.Anderson mô tả khoa học đầu tiên năm 1874.